# Males herbes de l'arròs
Les males herbes en l'arròs són aquelles que creixen en el conreu de l'arròs i constitueixen un grup especial, ja que es tracta d'un conreu que passa gran part del cicle sumergit dins l'aigua.

## Importància
La competència que fan les herbes adventícies en l'arròs varia segons del tipus de conreu, el mètode de sembra (fa anys es feia de planter i ara es fa la sembra directa), les varietats d'arròs i les tècniques de conreu, ja que influeix la preparació del terreny, la densitat de la sembra, l'adobat, etc.

En el període que va des de la inundació dels camps (abril-maig) fins a la collita (setembre-octubre) es poden trobar entre 40 a 45 espècies diferents de males herbes en el conreu de l'arròs.

## Classificació de les males herbes

### Segons com vegeten en els camps d'arròs
- Emergides o amfíbies que són la majoria i les més problemàtiques
- Flotants i /o submergides.

### Segons classificació botànica
- Gramínies:

Echinochloa crus galli i altres espècies del mateix gènere (panissoles). És la mala herba més important en el conreu de l'arròs i afecta molt al seu rendiment. Germina escalonadament i per això calen tractaments repetits per a controlar-la.
Altres gramínies adventícies són dels gèneres Leptochloa, Leersia, Paspalum, Phragmites, Glyceria, Alisma i Heteranthera (aquesta darrera va venir a partir de 1995 des dels arrossars d'Itàlia).
També és una gramínia l'arròs salvatge o silvestre; és un cas especial i també un dels principals problemes. Es tracta de la mateixa espècie que l'arròs conreat però que ha tingut genèticament una regressió cap a les característiques de l'espècie silvestre, és més robust i més verd i es desgrana molt fàcilment, es distingeix del conreat per tenir el pericarp de la llavor vermellós. El control químic resulta complicat, ja que com passa amb la cugula que es troba entre els cereals, és molt similar a l'espècie (en aquest cas la varietat) conreada
- Ciperàcies: males herbes pertanyents als gèneres Cyperus i Scirpus.

- Dicotiledònies (o Magnoliopsida) o males herbes de fulla ampla dels gèneres Ammannia, Bergia, Lindernia, Bidens.

- Algues:

En les condicions inundades i adobades en les quals creix l'arròs són nombroses. Les algues són competidores per la llum i l'oxigen; impedeixen l'eficàcia dels herbicides, ja que també cobreixen les males herbes. Les espècies més perjudicials pertanyen al grup de les algues verdes o clorofícies dels gèneres Oedogonium, Vaucheria, Hydrodictylon, Spirogyra i Cladophora.

## Control
És molt important que, ja des del principi, les males herbes no facin competència a l'arròs, en cas contrari el rendiment final pot baixar fins a la meitat.
En temps antics els mètodes mecànics eren els únics que s'empraven per tractar d'eliminar les herbes infestants i es feien a mà la qual cosa era una feina molt feixuga. Consistia primer en "birbar", que era arrencar les herbes; posteriorment el que es feia era segar les vores del camp, i finalment "esmillar" traient les males herbes amb l'arròs ja espigat.
També s'actuava, i se segueix fent actualment, controlant la capa d'aigua d'inundació que elimina determinats tipus de males herbes que no suporten aquestes condicions i en canvi l'arròs si.
Actualment l'ús d'herbicides està molt estès i pel que fa a les algues es combaten aplicant productes alguicides en les llavors de sembra i també en l'aigua.

Encara que la lluita química té molta eficàcia constitueix un focus de primer ordre en la contaminació i més especialment quan els arrossars estan en zones de natura protegida com l'Parc Natural de l'Albufera de València, el Delta de l'Ebre,o el Parc de Doñana.